# Луцька дитяча залізниця
Луцька дитяча залізниця — установа позашкільної освіти та профорієнтації дітей у місті Луцьк, Волинська область. Збудована в 1952—1954 роках на правому березі річки Сапалаївки (Яровиці). Протяжність складає 1,5 км, проїзд триває близько 7 хвилин, що робить Луцьку ДЗ однією з найменших в Україні. Робота установи була нерегулярною через сезонні підтоплення колії, що пролягає територією Луцького ботанічного саду. В 2020 році Луцька дитяча залізниця припинила роботу.
В грудні 2023-го року усе майно та рухомий склад Луцької дитячої залізниці передано в комунальну власність Луцької міської територіальної громади. Роботу Луцької дитячої залізниці планують відновити 2024 року.

## Історія

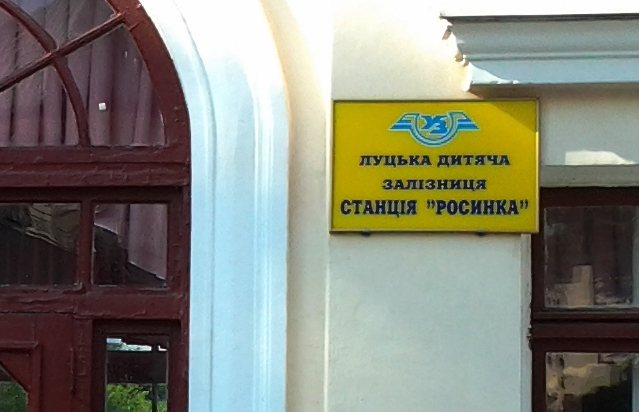
Вхід на станцію «Росинка»

Луцька дитяча залізниця була побудована у 1952—1954 роках. Залізниця розташувалася вздовж річки Сапалаївки, і отримала довжину 1,5 км. Було побудовано 2 станції: «Луцьк-Піонерська» (основна, двоповерхова станція) та «Молодогвардійська». Незабаром після відкриття залізниці назву станції «Луцьк-Піонерська» було замінено на простішу — «Піонерська».
У вересні-жовтні 1954 року понад 10 тисяч дорослих лучан та школярів взяли участь у суботниках на будівництві дитячої залізниці. Активну участь у будівництві взяли співробітники та юні залізничники Рівненської дитячої залізниці.
До 1975 року рух поїздів керувався електрожезловою системою з семафорами. З 1975 року семафори замінили світлофорами.
1992 року станції дитячої залізниці були перейменовані: «Піонерська» на «Росинку», «Молодогвардійська» на «Водограй».
1997 року було введено в дію поїздний радіозв'язок.
4 вересня 2020 року з'явилась інформація про те, що «Укрзалізниця», на балансі якої перебуває дитяча залізниця, планує закриття Луцької та Ужгородської дитячих залізниць. 15 грудня 2020 року стало останнім днем роботи Луцької. 31 березня 2021 року частину майна почали вивозити на Рівненську дитячу залізницю. Рівненська дирекція залізничних перевезень, яка відповідає за експлуатацію залізниці, повідомила, що майно забирають, нібито, для збереження. Відтоді дитяча залізниця вважається закритою. Проте, на території об'єкту залишаються тепловоз ТУ7А та два пасажирських вагони «Pafawag».
12 квітня 2021 року луцький міський голова Ігор Поліщук повідомив, що місто готове розглянути різні умови прийняття майнового комплексу дитячої залізниці на балас громади (вклучно з викупом) та зберегти функціональне призначення та заборони подальшого продажу чи оренди. 16 травня 2021 року в Луцьку влаштували флешмоб-мітинг з метою збереження дитячої залізниці.
18 листопада 2021 року на сесії Луцької міської ради депутати ухвалили рішення щодо готовності прийняти на баланс міста дитячу залізницю. Проєкт відповідного рішення депутати підтримали одностайно (за — 27 голосів). У міській раді заявили, що в міста є гроші на утримання та відновлення роботи дитячої залізниці. 22 листопада 2021 року в «Укрзалізниці» було заплановано розглянути питання передачі майнового комплексу Луцькій громаді. 
27 липня 2022 року Луцька міська рада повідомила про готовність взяти майновий комплекс Луцької дитячої залізниці на баланс із державної у комунальну власність Луцької міської територіальної громади. Але приміщення станції та поїзд за час простою без догляду постраждали від вандалізму, зовнішні конструкції станції осипалися. Луцька міська рада повідомила в березні 2023 році, що балансоутримувачем комплексу лишається «Укрзалізниця», і саме вона відповідає за стан та утримання луцької дитячої залізниці. У травні 2023 року Луцька міська рада відновила переговори з Кабінетом Міністрів України та правлінням «Укрзалізниці» щодо передачі до комунальної власності Луцької громади майнового комплексу дитячої залізниці. 
Рухомий склад простоює на території, що не охороняється, у вагонах вікна наявні, проте, забиті дошками для уникнення вандалізму. Польські вагони «Pafawag» не випускаються з 1960 року, тепловоз моделі ТУ7А знятий з виробництва в Україні в 1980-х.
20 листопада 2023 року Кабінет Міністрів України ухвалив рішення про відчуження залізниці шляхом передачі майна до комунальної власності Луцької міської громади. Розпорядженням визначено, що передача дитячої залізниці здійснюється за умови збереження цільового призначення та зобов'язання не відчужувати у приватну власність. 
У лютому 2024 року територію було розчищено від заростів. На сесії міської ради у середу 27 березня 2024 року ухвалено передати комплекс Луцької дитячої залізниці на баланс Палацу учнівської молоді з метою її упорядкування та утримання.

## Поїзди

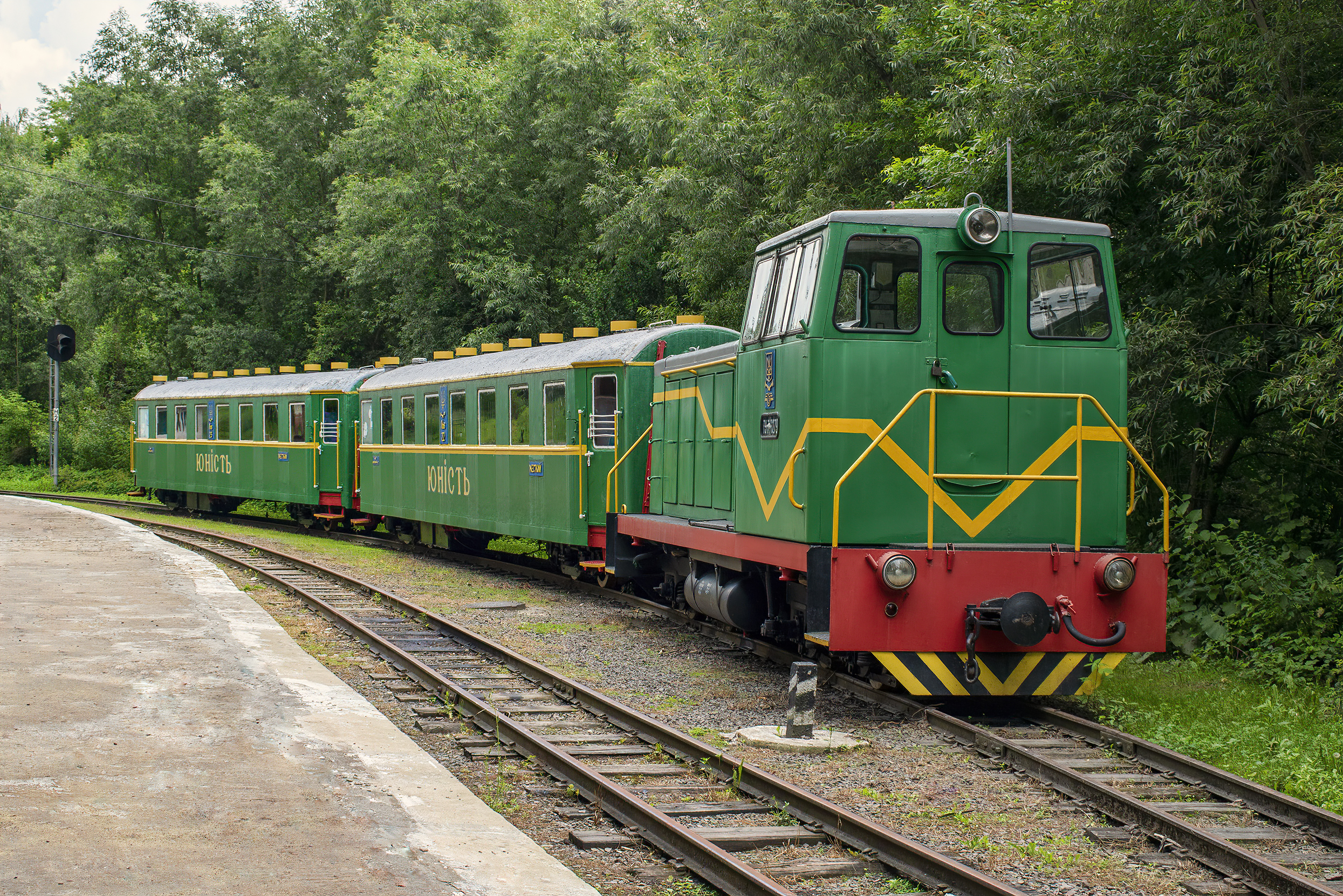
Поїзд «Юність»: тепловоз ТУ7А і два вагони Pafawag

На момент відкриття залізниця мала у своєму розпорядженні два чотиривісні дерев'яні пасажирські вагони і один локомотив 11-751. Це був трофейний HF 11751 типу 0-3-0, побудований у 1941 році німецьким заводом «Геншель».
8 листопада 1954 року о 12:20, під звуки духового оркестру, зі станції «Луцьк-Піонерська» вирушив перший поїзд «Юність». Вів його юний залізничник, учень 8-го класу залізничної школи № 38 Валентин Ведерський. Право прокататися на першому поїзді було надано лише школярам, які найбільш відзначилися на будівництві Малої Волинської залізниці.
1962 року дерев'яні пасажирські вагони були замінені двома суцільнометалевими вагонами Pafawag. У 1970—1971 роках розпочалося переведення Луцької дитячої залізниці з парової тяги на тепловозну. Залізниця отримала свій перший тепловоз — ТУ3-033. У  1972 році він став основним локомотивом, а паровоз був списаний. Пропрацював ТУ3 на Луцькій дитячій залізниці не тривалий час. Незабаром залізниця отримала другий тепловоз — ТУ2-149. Деякий час залізницю обслуговувало два тепловози, але вже у 1976 році ТУ3-033 був списаний, а ТУ2-149 поодинці продовжував водити поїзди до 1998 року. Пізніше основним локомотивом став ТУ2-097. У 2009 році він був відправлений на капітальний ремонт, а потім переданий на станцію Антонівка. Останнім став тепловоз ТУ7А-3094. Ще за роки роботи на вузькоколійці в Берегові йому було присвоєно номер ТУ7А-3279 під яким експлуатується і донині. Залізниця обладнана напівавтоматичним блокуванням та радіозв'язком.

## Архітектура
Приміщення станції «Росинка» визнане[ким?] найкращим об'єктом архітектури міста Луцька, неодноразово робилися[ким?] спроби віднести її до архітектурної пам'ятки.

## Освітня діяльність
На станції «Росинка» відбувалися щотижневі заняття для школярів 5-11-го класів і навчально-виробнича практика на станціях та потязі для ознайомлення дітей і підлітків з професією залізничника.
Луцька дитяча залізниця набирала школярів у три зміни до 75 місць:
- вагонне господарство;
- організація перевезень та сигналізація і зв'язок;
- локомотивне господарство;
- колійне господарство.

## Галерея

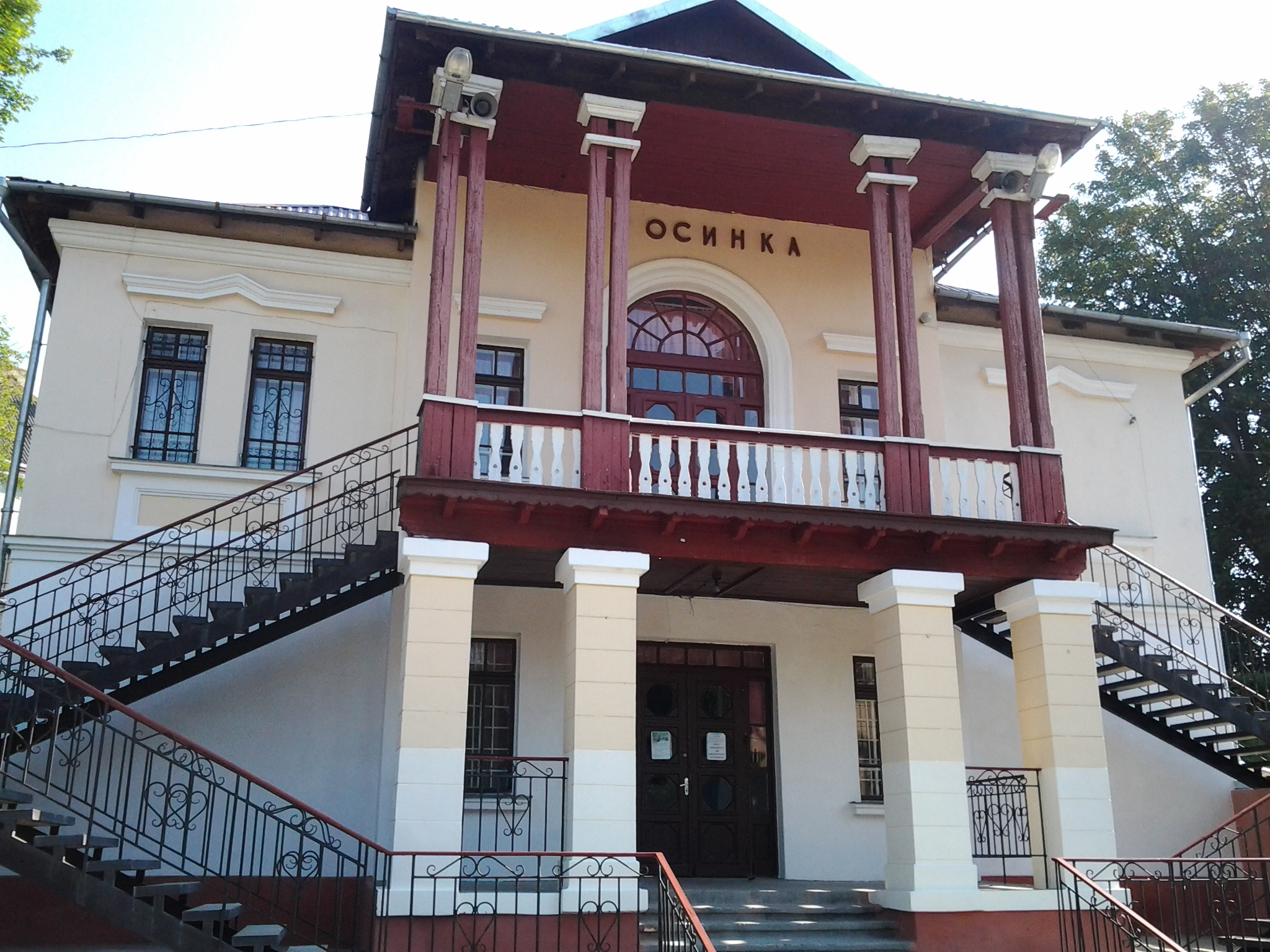
Станція «Росинка»
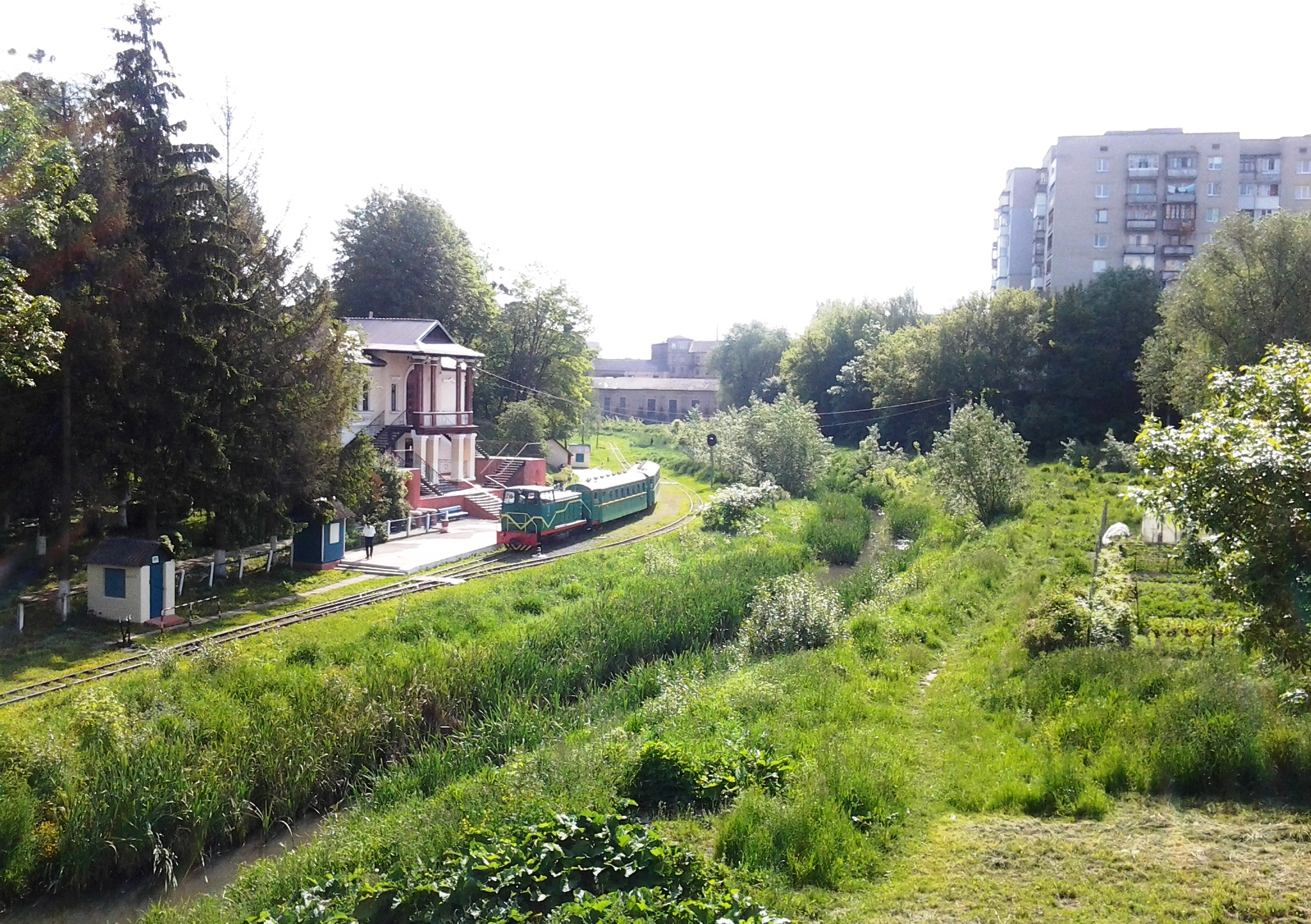
Луцька дитяча залізниця, вид з мосту на вулиці Шопена
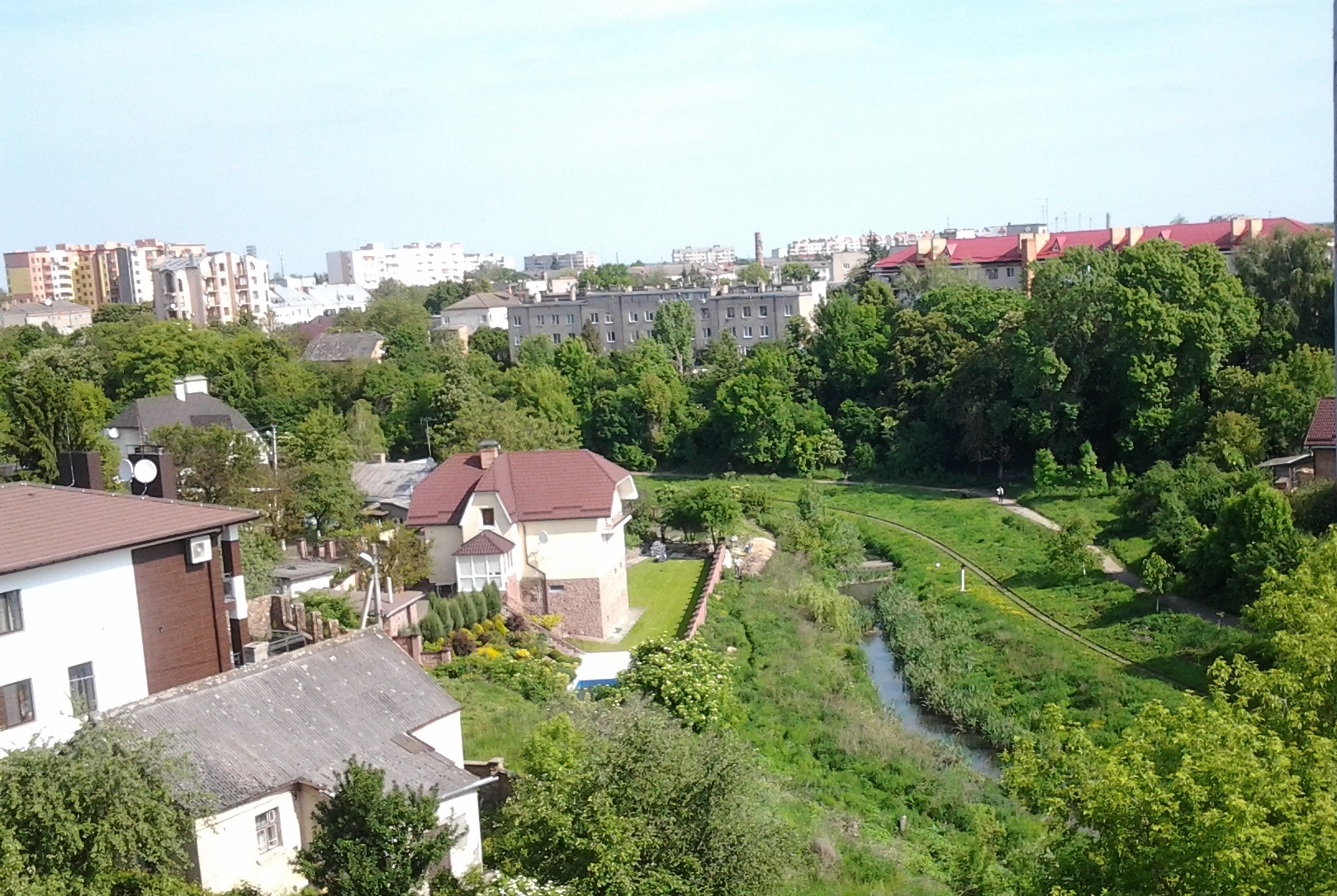
Дитяча залізниця вздовж річки Сапалаївка, вид з вулиці Вавилова
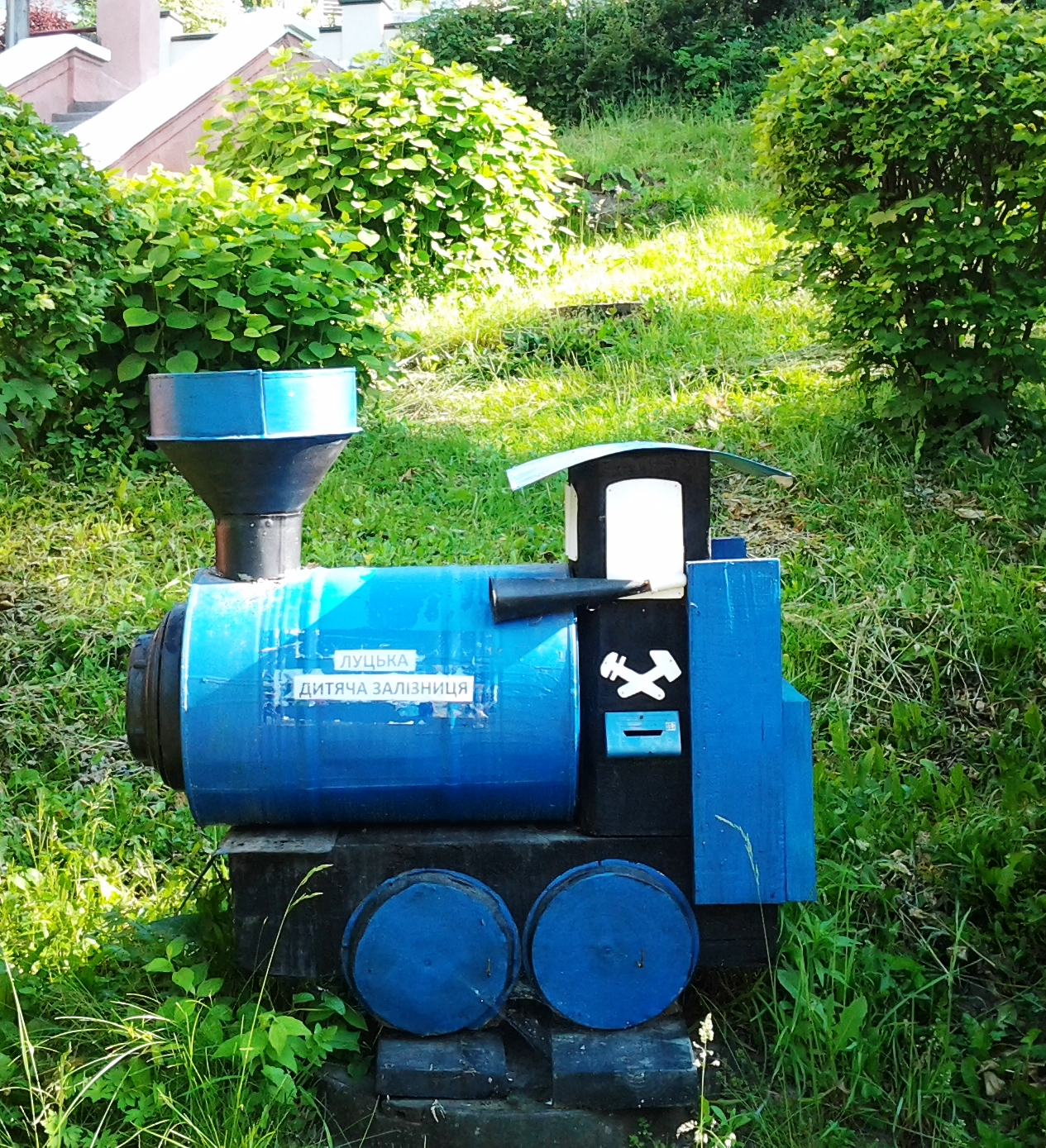
Пам'ятник паровозу